# فن هندي

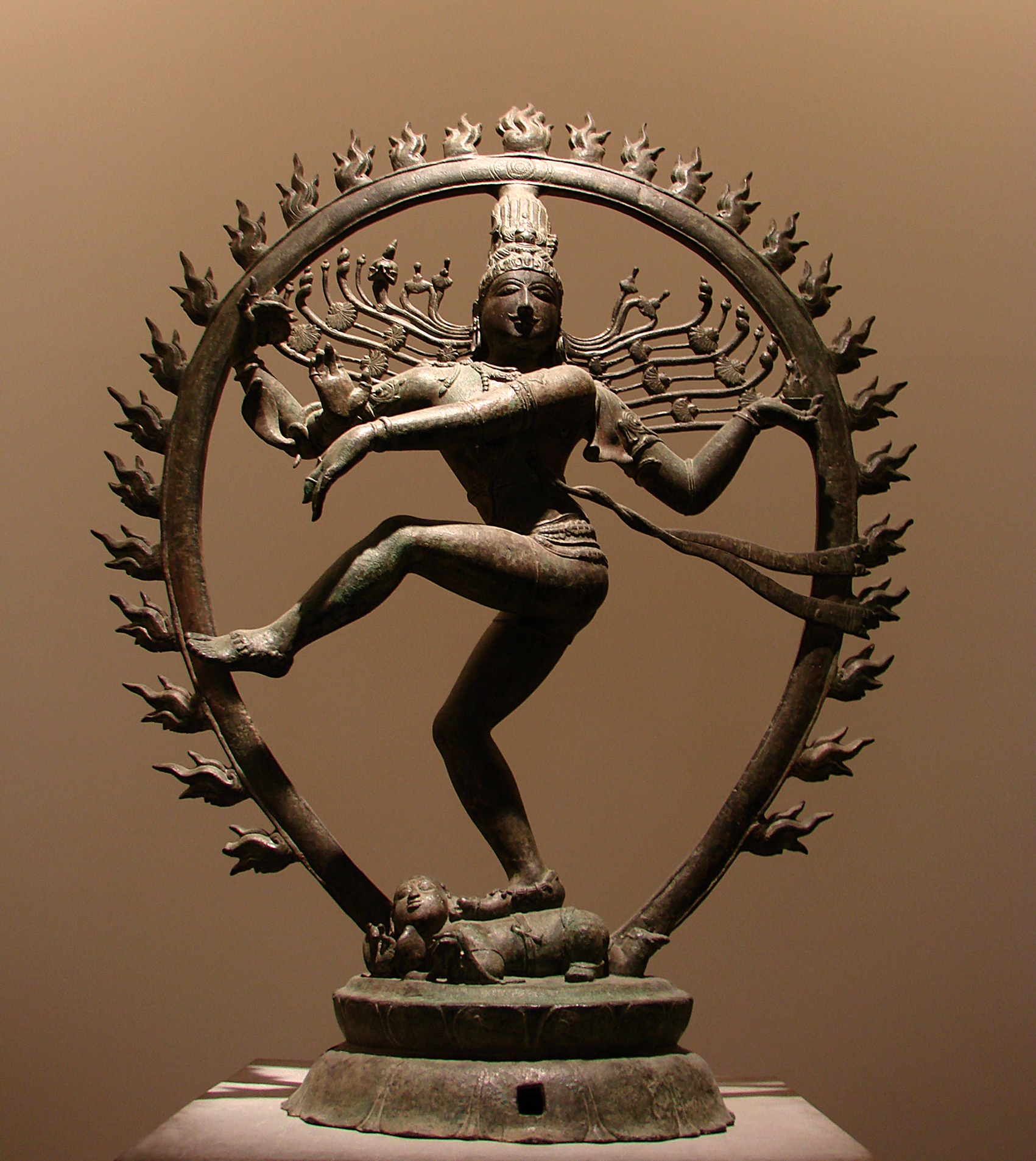

يتألف الفن الهندي من أشكال مختلفة من الفن تشمل الرسم والنحت والشعر وفنون النسيج مثل الحرير المحبوك. جغرافيًا، يمتد على مدى شبه القارة الهندية التي تشمل ما يدعى الآن بالهند وباكستان وبنغلادش وسريلانكا ونيبال وبوتان وشرق أفغانستان. يتميز الفن الهندي بحس عالي بالتصميم والذي قد يُشاهَد في أشكاله الحديثة والتقليدية.
يمكن أن يعزا أصل الفن الهندي إلى مستوطنات مرحلة ما قبل التاريخ في الألفية الثالثة قبل الميلاد. في طريقه إلى العصر الحديث، كان للفن الهندي تأثيرات ثقافية، بالإضافة إلى التأثيرات الدينية مثل الهندوسية والبوذية والجاينية والسيخية والإسلامية. رغم هذا الخليط المعقد من التقاليد الدينية، بشكل عام كان الأسلوب الفني السائد في أي وقت وأي مكان مشتركًا بين المجموعات الدينية الأساسية.
في الفن التاريخي، نجت المنحوتات الحجرية والمعدنية –الدينية بشكل أساسي- من المناخ في الهند بصورة أفضل من غيرها، وتمثل معظم ما بقي منها. إن الكثير من أهم الموجودات القديمة والتي لم تُنحَت في الحجر تأتي من المناطق المجاورة الأكثر جفافًا وليس من الهند نفسها. تستبعد التقاليد الجنائزية والفلسفية الهندية المرفقات الجنائزية والتي تمثل المصدر الأساسي للفن القديم في الثقافات الأخرى.
اتبعت أساليب الفنان الهندي تاريخيًا الأديان الهندية خارج شبه القارة الهندية، وكان لها تأثير كبير خصوصًا في التبت وجنوب شرق آسيا والصين. تلقى الفن الهندي نفسه تأثيرات في بعض الأوقات خاصة من آسيا الوسطى وإيران وأوروبا.

## الفن الهندي الباكر
يشمل الفن الصخري في الهند المنحوتات الصخرية المنقوشة بشكل بارز والنقوش واللوحات، بعضها من العصر الحجري لجنوب آسيا. يُقدَّر أن هناك نحو 1300 موقع فني صخري مع أكثر من ربع مليون من الأشكال والتماثيل. اكتشف أرشيبالد كارللي المنحوتات الصخرية الأولى في الهند، قبل كهف ألتميرا في إسبانيا بنحو 12 عامًا، رغم أن عمله أبصر النور بعد ذلك بكثير من خلال جي كوكبورن (1899).
اكتشف الدكتور في. إس. واكنكار عدة ملاجئ صخرية مطلية في الهند الوسطى، تتوضع حول سلسلة جبال فينديا. سُجِّل من بينها 750 موقع تكوّن ملاجئ بيمبتكا الصخرية كموقع تراث عالمي لليونيسكو، يبلغ عمر بعض أقدم اللوحات 10000 سنة. عادة ما كانت تصور اللوحات في هذه المواقع مشاهد حياة البشر إلى جانب الحيوانات وهم يصطادون بأدوات حجرية. تنوع أسلوبهم بحسب الدين والعمر، لكن السمة الأكثر شيوعًا كانت الغسل الأحمر المصنوع باستخدام معدن مسحوق يدعى غيرو، وهو أحد أشكال أوكسيد الحديد (هيماتيت).

## حضارة وادي السند (3300 قبل الميلادي – 1750 ميلادي)
رغم انتشاره وتعقيده، بدا أنه لم يكن لحضارة وادي السند أي اهتمام بالفن الشعبي واسع النطاق، بعكس الكثير من الحضارات الباكرة الأخرى. تظهر عدد من التماثيل الذهبية والطينية والحجرية لبنات بوضعيات رقص وجود بعض أنواع الرقص في ذلك الحين. بالإضافة إلى ذلك، شملت التماثيل الطينية أيضًا أبقارًا، ودببة، وقرودًا، وكلابًا.
أكثر أشكال فن التصويري الموجودة شيوعًا هي أختام صغيرة منحوتة. استرِدت آلاف الأختام الحجرية الملساء، وكانت حالتهم الفيزيائية متينة بصورة مقبولة. يتراوح حجمها من 3⁄4 إنش وحتى 11⁄2 إنش مربع. يكون لها في معظم الحالات حدبة صخرية مثقوبة في الخلف لاستيعاب حبل من أجل للنقل أو للاستخدام كزينة شخصية.
وُجِدت الأختام في موهينجو دارو تصور شكلًا يقف على رأسه، وآخر -على ختم باشوباتي- يجلس متصالب الساقين في وضعية تشبه اليوغا. يُميَّز هذا الشكل بطرق مختلفة. ميّز السيد جون مارشال وجود تشابه مع الإله الهندوسي شيفا.
لم يجرى تميز واضح للحيوانات التي تصورها معظم الأختام في مواقع الفترة الناضجة. جزء ثور وجزء حمار وحشي مع قرن سحري، كانت مصدر تكهنات. حتى الآن، لا يوجد أدلة كافية تؤيد المزاعم أن لهذه الصورة أهمية دينية أو ثقافية، لكن انتشار الصورة يثير السؤال حول ما إذا كانت الحيوانات في الصور هي رموز دينية. أشهر قطعة هي البنت الراقصة البرونزية في موهينجو دارو والتي تظهر نماذج متقدمة بشكل ملحوظ للشكل البشري بالنسبة لهذا العصر الباكر.
بعد نهاية حضارة وادي السند، كان هناك غياب مفاجئ للفن بأي درجة كبيرة من التعقيد وذلك حتى العصر البوذي. يُعتقَد أن ذلك يعكس جزئيًا استخدام المواد العضوية القابلة للتلف مثل الخشب.

## الفن الموري (322 قبل الميلاد – 185 قبل الميلاد)
ازدهرت الإمبراطورية الماورية في شمال الهند منذ 322 قبل الميلاد وحتى 185 قبل الميلاد، وسيطرت في ذروة قوتها على كل شبه القارة الهندية ما عدا الجنوب الأقصى بالإضافة إلى تأثرها بالتقاليد الهندية القديمة وبلاد فارس القديمة (إيران) كما تظهر العاصمة باتاليبوترا.
اعتنق الإمبراطور أشوكا -الذي مات عام 232 قبل الميلاد- البوذية في منتصف فترة حكمه التي استمرت 40 عامًا، ورعى العديد من الستوبا في المواقع الرئيسية من حياة بوذا، رغم أنه لم ينجو إلا القليل من الزخارف من الفترة الماورية، وربما لم يكن هناك الكثير منها في الأساس. هناك المزيد من المواقع الباكرة المتنوعة للهندسة المعمارية الصخرية الهندية.
أشهر الزخارف الناجية هي الحيوانات الكبيرة التي تتغلب على العديد من أعمدة أشوكا والتي أظهرت حرفية وأسلوبًا ناضجًا بثقة وجرأة والحديد المصبوب من دون صدأ الأول من نوعه حتى الآن، والذي كان يستخدمه شعب الفيدا في المناطق الريفية من الدولة، رغم امتلاكنا لبقايا قليلة جدًا تظهر تطوره. اعتمدت منحوتة أسد أشوكا ذات الأربعة حيوانات كشعار رسمي للهند بعد الاستقلال الهندي. يتميز النحت والهندسة المعمارية الموريانية بتلميع مورياني جيد جدًا للأحجار نادرًا ما وُجِد في فترات أخرى.
استُرِدت العديد من التماثيل الطينية الشعبية الصغيرة في علم الآثار، بمجموعة من الأساليب التي غالبًا ما كانت قوية وفي بعض الأحيان خشنة. وُجِدت كل من الأشكال البشرية والحيوانية وعادة يُفترض تكون الإناث آلهة.